# Translittératie
La translittératie est une thématique de recherche qui apparaît en 2005-2006. Elle a été définie par l'universitaire britannique Sue Thomas comme « l'habileté à lire, écrire et interagir par le biais d'une variété de plateformes, d'outils et de moyens de communication, de l'iconographie à l'oralité en passant par l'écriture manuscrite, l'édition, la télévision, la radio et le cinéma jusqu'aux réseaux sociaux. »

## Historique de la notion de translittératie
Pour comprendre la notion de translittératie il faut s'intéresser aux origines de ce concept construit à partir du terme littératie (qui signifie une alphabétisation à la maîtrise de l’information). La notion de littératie naît dans les années 1970 en Angleterre et elle est importée en France grâce à la traduction de l'ouvrage de Jack Goody intitulé La Raison graphique. Dans les années 1980, une première étude se penche sur ce que l’on appelle alors « pratice of literacy ». Les chercheurs Scribner et Cole démontrent dans leur ouvrage The psychology of literacy publié en 1981 que la pratique de l'écriture s'articule autour de la technologie, de connaissances et de savoirs particuliers. À cette même période un chercheur comme Brian Street démontre que l'appropriation de l'écrit se fait de façon plurielle. Dans les années 1990 avec l'apparition d'Internet la notion de littératie prend un nouveau sens, autour de deux approches complémentaires : l'une psycho-cognitive (sur les processus de compréhension liés au numérique) et l'autre socio-culturelle (qui se focalise essentiellement sur les pratiques sociales et la façon de procéder liées aux contraintes techniques). Un premier constat s’établit alors, amenant les chercheurs français à se pencher de façon plus approfondie sur cette notion : ces pratiques sont évolutives et surtout elles se retrouvent liées à un certain nombre de valeurs tout en parvenant à coexister dans différents domaines. Cette nouvelle piste de réflexion amène à établir un rapprochement avec la littératie informationnelle (notion apparue aux États-Unis en 1974 et redéfinie par l'ALA) puis la culture de l'information. D'un autre côté les littératies se sont multipliées au point de se concurrencer comme le souligne Olivier Le Deuff. Cette concurrence a cependant fini par aboutir à une convergence entre trois littératies (informationnelle, médiatique et informatique) amenant à employer le terme de translittératie.

## Concept
Le concept est né à la même période aux États-Unis et en Grande-Bretagne. Le précurseur de cette thématique aux États-Unis est l'universitaire Alan Liu tandis que pour la Grande Bretagne, c'est Sue Thomas. Ce sont des chercheurs spécialisés dans la culture de l'information, les nouveaux médias.
Pour Alan Liu, le mot translittératie est un néologisme mais il recouvre diverses reconfigurations de la lecture en ligne :
- Reconfiguration des médias :

Le concept de média est devenu flou à la suite de la déstabilisation du lien entre la technologie, la communication, l'information, le langage. 
- Reconfiguration des matérialités :

La très grande variété des technologies d'affichage du texte manifeste la matérialité du "virtuel", et contribue à modifier notre expérience et notre conception de la matérialité de l'écrit, qui devient systémique avec le cloud.
- Reconfiguration sensorielle :

Alan Liu aborde ici l’expérience sensorielle de la lecture d’un livre codex. Or avec la lecture en ligne, on peut envisager une reconfiguration de cette expérience, et se demander dans quelle mesure la lecture en sera modifiée. 
- Reconfiguration sociale :

Cette reconfiguration est indissociable de la reconfiguration sensorielle. Comme on le sait la littératie n’est pas seulement une expérience solitaire, elle engendre le lien social. Le web 2.0 semble de nature à bouleverser l'inscription sociale de la réflexion individuelle favorisée par le codex. 
- Reconfiguration cognitive :

La lecture en ligne relèverait d'opérations cognitives différentes de celles en jeu dans la lecture d'imprimés. Mais faut-il parler de lecture superficielle ou de lecture augmentée ?
- Reconfiguration de la forme (et de l’échelle) :

Les expérimentations formelles réalisées sur les textes au XXe siècle laissent la place à des expériences menées sur l'échelle des documents en ligne, avec une mise en péril de la cohérence des productions artistiques (la granularité des documents permet d'accéder à une chanson isolée de l'album dans lequel elle prend place, par exemple).
- Reconfiguration de la valeur de la lecture :

Au fil des siècles, les différentes littératies qui ont existé ont toutes été déstabilisés par de nouveaux médias, qui ont modifié la hiérarchie des valeurs relative aux objets de lecture. Aujourd'hui, nous manquons de cadres pour penser la hiérarchie entre les savoirs experts et les savoirs publics en réseau comme ceux de l'encyclopédie Wikipédia.  
Cette notion a fortement intéressé les chercheurs français, notamment en sciences de l'information et de la communication. Pour la chercheuse Divina Frau-Meigs, la translittératie peut se définir comme suit : « translittératie (…) regroupe en son sein la triple maîtrise de l’information, des médias et du numérique et englobe la notion d’éducation (à la française, comme dans « éducation aux médias ») et la notion d’alphabétisation (à l’anglaise, comme dans « media literacy »), rendant compte de la double dimension abstraite et pragmatique du phénomène considéré. » 

## La translittératie par rapport à la littératie
Etymologiquement, la translittération est le fait de passer d'un système d''écriture à un autre, en transcrivant, lettre pour lettre, un alphabet dans un autre. Par exemple, Alan Liu parle de translittératie pour le passage des livres au numérique.
Ce terme est revisité par des chercheurs en Sciences de l'Information et de la Communication qui l'abordent principalement par le document et ses interactions avec les cultures de l'information. Cette approche a l'originalité d'inclure aussi les sciences de l'informatique et les sciences cognitives. Les chercheurs essaient de capter et d'analyser la translittératie en situations scolaires, sociales ou professionnelles, à deux niveaux.
Le premier niveau est opérationnel et pragmatique et est actuellement un des axes importants de la transformation progressive des « cultures de l'information » en une « translittératie informationnelle ». Ce premier niveau vise les modalités de la transmission, du partage, de l'interprétation, de la production et de la coproduction du sens dans les situations d'interactions sociales.
Le deuxième niveau est culturel et social, et tente de considérer trois évolutions qui ont un impact sur les comportements culturels et symbolique des gens:
- l'éditorialisation de l'information à l'ère numérique: bouleverse la notion de "texte" et les modes de représentation et de transmission;
- la convergence des industries de la connaissance et des industries du loisir, entérinant les pratiques individuelles et collectives des usagers;
- les enjeux et stratégies qui deviennent cruciaux à maîtriser car c'est l'usager qui est en position d'autorité et de responsabilité par rapport à l'information produite, retraitée, mixée et diffusée par lui-même.
Afin de rendre compte de ce deuxième niveau, on appréhende la communication comme structuration et dynamisation d'un ensemble social. C'est de cette manière qu'on articule une approche « microsociologique » de l'ethno-méthodologie et une compréhension des phénomènes.

## La translittératie et l'apprentissage
Dans le domaine de l’éducation, la translittératie permet la mise en perspective de l’autorité de l’enseignant en favorisant une forme d’apprentissage centrée sur les interactions des élèves, à la fois entre eux et avec des sources extérieures. En Australie, le projet iTell a mis en lumière les liens entre la translittératie et l’apprentissage : la translittératie, dans un contexte scolaire de niveau primaire, met l’accent sur la multiplicité des ressources et la nécessité d’une flexibilité communicationnelle. Un impact positif sur l’apprentissage a été remarqué tant par les élèves que par les enseignants, les éducateurs et les bibliothécaires, entre autres en ce qui a trait aux compétences, à l’engagement et aux aptitudes sociales,.
Au niveau de l'enseignement secondaire, les chercheurs comme Anne Cordier et Vincent Liquète se sont intéressés à des dispositifs qui au sein des lycées mettaient en œuvre des pratiques translittéraciques : les Travaux Personnels Encadrés ( supprimés avec la réforme de 2019 ) et les Projets Pluridisciplinaires à Caractère Professionnel. Dans ces activités, l’élève travaillait de façon plus autonome pour construire son propre parcours de recherche et de réécriture de l’information, organiser ses tâches et son processus de travail, produire lui-même le contenu. L’étude montre que la plupart des séances constituent non des « temps privilégiés de travail », mais plutôt « un moment de communication spécifique où les élèves croisent entre eux leurs résultats et données recueillies », tandis que « les adultes régulent entre eux leurs niveaux d’exigence et de suivi des projets engagés ».
Au niveau de l’enseignement universitaire, la translittératie a entre autres permis de faire le pont entre le cinéma et la didactique des langues dans le cadre d’un projet français proposant une formule d’apprentissage hybride axée sur la participation, la communication et le pouvoir créatif.
La translittératie a un impact sur la créativité : le fait de naviguer d’un contexte à l’autre favorise la créativité et, par extension, encourage les élèves à mettre en relation des idées disparates et d’appliquer leurs connaissances dans des situations nouvelles. L’informatique et l’environnement numérique sont considérés comme des terreaux fertiles pour stimuler la créativité puisqu’ils mettent l’accent sur la malléabilité de l’information, favorisant par le fait même la collaboration et le remixage. En contexte scolaire, cela se traduit par un dialogue entre l’espace médiatique et l’espace scolaire qui permet aux apprenants de créer, diffuser et commenter du contenu tout en se familiarisant avec les littératies médiatiques, informationnelles et informatiques. Dans cette optique, la translittératie favorise la participation et la coopération, ce qui rend possible le co-design, la co-conception, la co-construction des connaissances et le développement de l'esprit critique. La notion de translittératie est également très appréciée par les chercheurs en SIC et en sciences de l'éducation parce qu'elle porte une vision socio-constructiviste de l'apprentissage : en partant des pratiques informationnelles des élèves, les enseignants les mettent notamment en situation d'échanger avec eux ainsi qu'avec leurs camarades.
La translittératie est envisagée comme solution potentielle face aux angles morts rencontrés par les utilisateurs des dispositifs d’écriture numérique, en particulier les jeunes. Certains possèdent les compétences techniques et opérationnelles nécessaires pour faire usage de ces dispositifs – par exemple les réseaux sociaux –, mais n’ont pas les compétences informationnelles requises pour effectuer une évaluation appropriée de l’information, ni les compétences stratégiques leur permettant de tisser des liens entre les différentes informations. La translittératie, en mettant en commun la culture des médias, la culture de l’information et la culture de l’informatique, favoriserait ainsi le développement de connaissances théoriques permettant un usage maîtrisé des technologies numériques. Cela pourrait être accompli par l’intégration des dispositifs d’écriture numérique au sein même du cursus scolaire afin de donner l’occasion aux apprenants de développer les compétences transversales essentielles à une utilisation éclairée de ces technologies.
Le potentiel formateur de la translittératie implique que des mesures soient mises en place afin que sa mise en œuvre s’inscrive dans un cadre de bonne gouvernance. Cela suppose une que la translittératie s’accompagne d’une réflexion éthique sur l’environnement numérique, sur ses origines et ses aboutissants; dans cette perspective, une refonte des dynamiques actuelles au sein des écoles et des universités est de mise afin de repenser les relations de pouvoir au sein des institutions et de faire une plus grande place aux plateformes numériques dans le cadre de l’apprentissage.